# Ramdala
Ramdala is een plaats in de gemeente Karlskrona in het landschap Blekinge en de provincie Blekinge län in Zweden. De plaats heeft 187 inwoners (2005) en een oppervlakte van 42 hectare.
Ramdala ligt aan de Europese weg 22 een aantal kilometer ten oosten van de stad Karlskrona. De in de 12de eeuw gebouwde kerk van de parochie Ramdala ligt in de plaats, dit is de enige overgebleven middeleeuwse kerk in het oosten van Blekinge. Ook ligt er een school met circa 140 leerlingen in de plaats.